# Ultimate Aircraft 10 Dash
Die Ultimate Aircraft 10 Dash ist ein einsitziges Doppeldeckerflugzeug des Herstellers Ultimate Aircraft Corporation für den Kunstflug und zur Ausbildung von Kunstflugpiloten.

## Geschichte und Ausstattung
Das Basismodell ist die einsitzige, nur als Bausatz an Kunden ausgelieferte 10 Dash 100 mit einer Stahlröhren-Zelle und Holztragflächen. Der Motor dieser Maschine hat eine Leistung von 75 kW (102 PS) oder 134 kW (182 PS). Für Flugshows wurden die Modelle 10 Dash 200 Competition mit einer Motorleistung von 149 kW (203 PS) und einem Verstellpropeller mit konstanter Drehzahl und die 10 Dash 300 Albertan mit symmetrischen Querruder und einer Dreiblatt-Luftschraube, welche Belastungen von +7g und −5g aushalten kann benutzt. Das zweisitzige Modell der 10 Dash 300 Albertan trägt die Bezeichnung 20 Dash 300T und wurde als Schulflugzeug für die Kunstfliegerei verwendet.

## Technische Daten
| Kenngröße             | Ultimate Aircraft 10 Dash 300 Albertan                                            |
| --------------------- | --------------------------------------------------------------------------------- |
| Besatzung             | 1                                                                                 |
| Länge                 | 6,40 m                                                                            |
| Spannweite            | 5,95 m                                                                            |
| max. Startmasse       | 784 kg                                                                            |
| Antrieb               | ein Avco-Lycoming-Kolbentriebwerk (Leistung 224 kW (305 PS) oder 261 kW (355 PS)) |
| Höchstgeschwindigkeit | 402 km/h                                                                          |
| Reichweite            | 965 km                                                                            |